# Cut (golf)
De cut halen is een uitdrukking die bij de golfsport hoort. Het halen van de cut wordt in het Nederlands soms omschreven als "zich kwalificeren voor het weekeinde" of "het halen van het weekeinde".
De meeste golfwedstrijden voor topspelers bestaan uit vier rondes van achttien holes en beginnen meestal op donderdag. Met vier rondes is de kans kleiner dat de geluksfactor – waaronder bijvoorbeeld de weersomstandigheden – een rol speelt en de kans groter dat de beste speler wint. Iedere speler speelt de eerste twee rondes, dus op de donderdag en de vrijdag. Alleen de besten 'halen de cut' en mogen ook aan de laatste twee rondes (meestal op zaterdag en zondag) deelnemen.
Het woord 'cut' is afgeleid uit het Engelse werkwoord snijden: 'to cut'. De deelnemerslijst wordt na de eerste twee dagen als het ware doorgesneden. Van tevoren wordt vastgesteld hoeveel spelers de cut halen. De eerste jaren van de Europese Tour was de cut na drie rondes, in 1977 werd ingevoerd dat deze na twee rondes was.
Bij het Dutch Open zijn het meestal 65 spelers. Alle spelers met dezelfde score als nummer 65, halen ook de cut. Bij The Masters zijn het de top 70 plus diegenen die gelijk staan aan de nummer 70. Bij Het Britse Open wordt de cut op een andere manier vastgesteld: alle spelers die tien slagen of minder achter liggen op de koploper, mogen door.